# USS Hilbert (DE-742)
USS Hilbert (DE-742) là một tàu hộ tống khu trục lớp Cannon từng phục vụ cùng Hải quân Hoa Kỳ trong Chiến tranh Thế giới thứ hai. Nó là chiếc tàu chiến duy nhất của Hải quân Hoa Kỳ được đặt cái tên này, theo tên hạ sĩ quan Ernest Lenard Hilbert (1920-1942), người từng phục vụ cùng Liên đội Ném bom VB-6 thuộc tàu sân bay Enterprise (CV-6), đã tử trận trong Trận Midway vào ngày 4 tháng 6, 1942 và được truy tặng Huân chương Chữ thập bay Dũng cảm. Nó đã phục vụ cho đến khi chiến tranh kết thúc, xuất biên chế năm 1946, rồi được rút đăng bạ năm 1972, và bị bán để tháo dỡ một năm sau đó. Hilbert được tặng thưởng tám Ngôi sao Chiến trận do thành tích phục vụ trong Thế Chiến II.

## Thiết kế và chế tạo
Lớp Cannon có thiết kế hầu như tương tự với lớp Buckley dẫn trước; khác biệt chủ yếu là ở hệ thống động lực Kiểu DET (diesel electric tandem). Các động cơ diesel đặt nối tiếp nhau dẫn động máy phát điện để cung cấp điện năng quay trục chân vịt cho con tàu. Động cơ diesel có ưu thế về hiệu suất sử dụng nhiên liệu, giúp cho lớp Cannon cải thiện được tầm xa hoạt động, nhưng đánh đổi lấy tốc độ chậm hơn.
Vũ khí trang bị bao gồm ba pháo 3 in (76 mm)/50 cal trên tháp pháo nòng đơn có thể đối hạm hoặc phòng không, một khẩu đội pháo phòng không Bofors 40 mm nòng đôi và tám pháo phòng không Oerlikon 20 mm. Vũ khí chống ngầm bao gồm một dàn súng cối chống tàu ngầm Hedgehog Mk. 10 (có 24 nòng và mang theo 144 quả đạn); hai đường ray Mk. 9 và tám máy phóng K3 Mk. 6 để thả mìn sâu. Con tàu vẫn giữ lại ba ống phóng ngư lôi Mark 15 21 inch (533 mm). Thủy thủ đoàn đầy đủ bao gồm 15 sĩ quan và 201 thủy thủ.
Hilbert được đặt lườn tại xưởng tàu của hãng Western Pipe and Steel Company ở Los Angeles, California vào ngày 23 tháng 3, 1943. Nó được hạ thủy vào ngày 18 tháng 7, 1943, được đỡ đầu bởi bà Fern Hilbert Wier, chị hạ sĩ quan Hilbert, và nhập biên chế cùng Hải quân Hoa Kỳ vào ngày 4 tháng 2, 1944 dưới quyền chỉ huy của Hạm trưởng, Trung tá Hải quân Joseph Webster Golinkin.

## Lịch sử hoạt động
Sau khi hoàn tất việc chạy thử máy tại vùng biển ngoài khơi California, Hilbert rời San Francisco vào ngày 13 tháng 5, 1944 để hộ tống một tàu vận tải hướng sang vùng biển quần đảo Hawaii. Đi đến Trân Châu Cảng vào ngày 20 tháng 5, nó tiếp tục hành trình đi đến Kwajalein, nơi con tàu gia nhập thành phần Đệ Ngũ hạm đội. Từ tháng 6 đến tháng 8, nó hộ tống bảo vệ cho đội tiếp liệu có nhiệm vụ tiếp nhiên liệu cho Lực lượng Tấn công phía Bắc dưới quyền Phó đô đốc Richmond K. Turner, vốn đang tiến hành đánh chiếm Saipan và Tinian thuộc quần đảo Mariana. Nó cũng tham gia bảo vệ cho các tàu tiếp dầu phục vụ tiếp nhiên liệu cho lực lượng đặc nhiệm tàu sân bay nhanh dưới quyền Phó đô đốc Marc Mitscher trong khi diễn ra Trận chiến biển Philippine.
Sang tháng 10, Hilbert gia nhập thành phần Đệ Tam hạm đội dưới quyền chỉ huy của Đô đốc William Halsey, và tiếp tục vai trò hộ tống bảo vệ cho đội tiếp liệu phục vụ trong Trận chiến vịnh Leyte. Sau đó nó còn tham gia phục vụ các hoạt động tấn công chiếm đóng Philippines, Iwo Jima, Okinawa, và bắn phá các đảo chính quốc Nhật Bản.
Sau khi Nhật Bản chấp nhận đầu hàng vào ngày 15 tháng 8 giúp kết thúc cuộc xung đột, Hilbert cùng các đơn vị khác thuộc Đệ Tam hạm đội lần đầu tiên thả neo tại vùng biển Nhật Bản, ở Sagami Wan vào ngày 9 tháng 9. Hoàn thành nhiệm vụ cùng lực lượng chiếm đóng, con tàu rời Tokyo vào ngày 29 tháng 9, để bắt đầu hành trình quay trở về Hoa Kỳ. Đi ngang qua Trân Châu Cảng, Los Angeles, California và kênh đào Panama, nó về đến Philadelphia, Pennsylvania trước khi được điều xuống phía Nam, đi đến Green Cove Springs, Florida, vào ngày 17 tháng 12.
Hilbert được cho xuất biên chế vào ngày 19 tháng 6, 1946 và được đưa về Hạm đội Dự bị Đại Tây Dương. Đang khi vẫn trong thành phần dự bị, con tàu được kéo đến Philadelphia, Pennsylvania vào tháng 2, 1952. Tên nó được cho rút khỏi danh sách Đăng bạ Hải quân vào ngày 1 tháng 8, 1972, và cuối cùng con tàu bị bán để tháo dỡ vào ngày 15 tháng 10, 1973.

## Phần thưởng
Hilbert được tặng thưởng tám Ngôi sao Chiến trận do thành tích phục vụ trong Thế Chiến II.
|                                         |  |             |
| Silver star · Bronze star · Bronze star |  | Bronze star |

| Huân chương Chiến dịch Hoa Kỳ                                           |                                      |                                                             |
| Huân chương Chiến dịch Châu Á-Thái Bình Dương với 7 Ngôi sao Chiến trận | Huân chương Chiến thắng Thế Chiến II | Huân chương Giải phóng Philippine với 1 Ngôi sao Chiến trận |